# مری هریمن رامزی
مری هریمن رامزی (انگلیسی: Mary Harriman Rumsey؛ ۱۷ نوامبر ۱۸۸۱ – ۱۸ دسامبر ۱۹۳۴) یک نیکوکار و فعال مدنی در امور خیریه اهل ایالات متحده آمریکا بود.
وی دانش‌آموختهٔ رشتهٔ جامعه‌شناسی در کالج بارنارد بود.
نام او پس از مرگش، در فهرست «تالار ملی مشاهیر زن» قرار گرفت.